# کوین استروتمن
کوین استروتمن (هلندی: Kevin Strootman؛ زاده ۱۳ فوریهٔ ۱۹۹۰) بازیکن سابق فوتبال اهل هلند است.وی در تاریخ ۱۸ اکتبر ۲۰۲۴ از فوتبال خداحافظی کرد‌.

## تیم ملی
وی سابقه ۴۶ بازی و ۳ گل ملی برای تیم ملی فوتبال هلند در کارنامه دارد، همچنین پست تخصصی او هافبک دفاعی است.